# 18a etapa del Tour de França de 2009

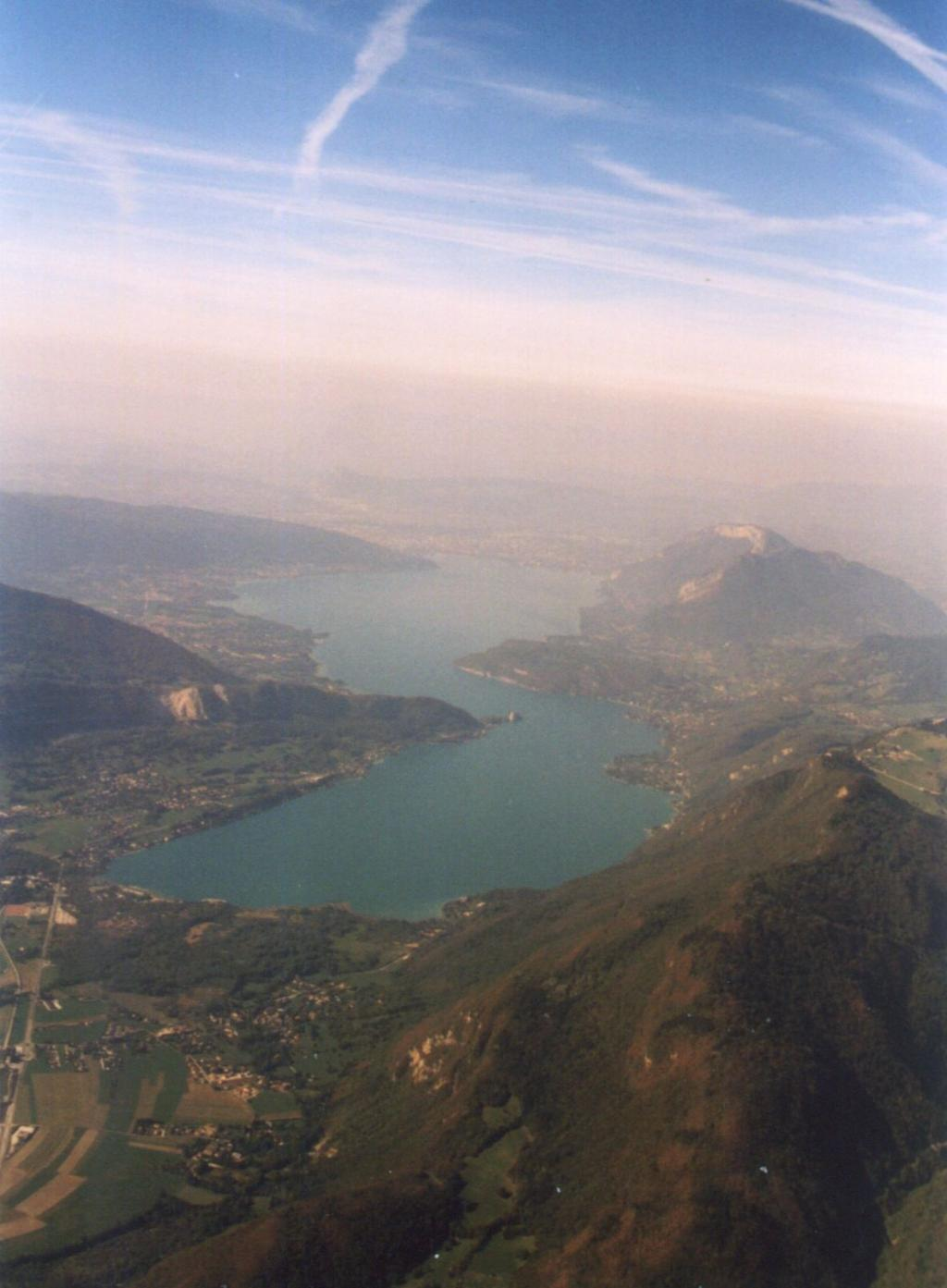
Llac d'Annecy

La 18a etapa del Tour de França de 2009 es disputà el dijous 23 de juliol sobre un recorregut de 40 quilòmetres en format de contrarellotge individual pels voltants d'Annecy. La victòria fou per l'espanyol Alberto Contador.

## Recorregut de l'etapa
Primera i única gran contrarellotge individual de la present edició del Tour de França. El recorregut de 40 km, amb inici i final a Annecy, fa el tomb sencer al llac d'Annecy. El recorregut és totalment pla, a excepció d'una petita ascensió a la Cota de Bluffy, de 3a categoria, al km 28,5.

## Desenvolupament de l'etapa
El primer ciclista a prendre la sortida va ser Iauhèn Hutaròvitx, que ho va ser a les 11h 10'. El primer gran temps el va fer el rus Mikkail Ignàtiev, millorant en 2' el temps que hi havia fins al moment. Aquest temps no seria superat fins que arribés Fabian Cancellara, que milloraria el temps en 12". Encara que hi havia algun ciclista que va superar algun dels temps parcials de Cancellara, aquest no seria superat fins que no va arribar Alberto Contador, que guanyà l'etapa amb sols 3".
D'entre els favorits destacà el mal temps de Frank Schleck, que li suposà passar a la 6a posició i que Lance Armstrong recuperés la 3a posició.

## Ports de muntanya
- 1. Cota de Bluffy. 734 m. 3a categoria (km 28,5) (3,7 km al 6,0%)

| 1r | Cadel Evans      | 4 pts |
| 2n | Alberto Contador | 3 pts |
| 3r | Pierrick Fédrigo | 2 pts |
| 4t | Andreas Klöden   | 1 pt  |

## Classificació de l'etapa
|    | Ciclista          | Equip            | Temps    |
| -- | ----------------- | ---------------- | -------- |
| 1  | Alberto Contador  | Team Astana      | 49' 31"  |
| 2  | Fabian Cancellara | Team Saxo Bank   | + 03"    |
| 3  | Mikhaïl Ignàtiev  | Team Katusha     | + 15"    |
| 4  | Gustav Larsson    | Team Saxo Bank   | + 33"    |
| 5  | David Millar      | Garmin Chipotle  | + 41"    |
| 6  | Bradley Wiggins   | Garmin Chipotle  | + 43"    |
| 7  | Luis León Sánchez | Caisse d'Epargne | + 44"    |
| 8  | Christophe Moreau | Agritubel        | + 45"    |
| 9  | Andreas Klöden    | Team Astana      | + 54"    |
| 10 | David Zabriskie   | Garmin Chipotle  | + 1' 02" |

## Classificació general
|    | Ciclista              | Equip             | Temps       |
| -- | --------------------- | ----------------- | ----------- |
| 1  | Alberto Contador      | Team Astana       | 73h 15' 39" |
| 2  | Andy Schleck          | Team Saxo Bank    | + 4' 11"    |
| 3  | Lance Armstrong       | Team Astana       | + 5' 25"    |
| 4  | Bradley Wiggins       | Garmin-Slipstream | + 5' 36"    |
| 5  | Andreas Klöden        | Team Astana       | + 5' 38"    |
| 6  | Frank Schleck         | Team Saxo Bank    | + 5' 59"    |
| 7  | Vincenzo Nibali       | Liquigas          | + 7' 15"    |
| 8  | Christian Vande Velde | Garmin-Slipstream | + 10' 08"   |
| 9  | Mikel Astarloza       | Euskaltel–Euskadi | + 12' 38"   |
| 10 | Christophe Le Mével   | FDJ               | + 12' 41"   |

## Classificacions annexes

### Classificació per punts
| Classificació per punts | Total   |
| ----------------------- | ------- |
| Thor Hushovd            | 230 pts |
| Mark Cavendish          | 200 pts |
| José Joaquín Rojas      | 126 pts |

### Classificació de la muntanya
| Classificació de la muntanya | Total   |
| ---------------------------- | ------- |
| Franco Pellizotti            | 196 pts |
| Egoi Martínez                | 118 pts |
| Pierrick Fédrigo             | 99 pts  |

### Classificació del millor jove
| Classificació del millor jove | Temps       |
| ----------------------------- | ----------- |
| Andy Schleck                  | 73h 19' 50" |
| Vincenzo Nibali               | + 3' 04"    |
| Roman Kreuziger               | + 9' 57"    |

### Classificació per equips
| Classificació per equips | Total        |
| ------------------------ | ------------ |
| Team Astana              | 218h 23' 07" |
| Garmin-Slipstream        | + 16' 14"    |
| AG2R La Mondiale         | + 23' 45"    |

## Abandonaments
No n'hi hagué cap.